# Киноплакат
Кинорекламный плакат, или киноплакат (кинопостер, киноафиша) — одна из тематических разновидностей плаката, печатное тиражное изографическое издание большого формата, выпущенное с целью рекламирования, продвижения и популяризации кинофильмов и кинофестивалей. Наряду с театральным, цирковым, концертно-эстрадным, выставочным плакатом является разновидностью зрелищного плаката, который, в свою очередь, является разновидностью рекламного плаката. Также, наряду с трейлером, тизером, промоматериалами, буклетами, брошюрами, флаерами, является одним из видов кинорекламы.
В отличие от обычной наборно-шрифтовой (текстовой) афиши, киноплакат содержит художественные элементы, что определяет не только его информационно-рекламный, но и художественно-иллюстративный характер. В отличие от индивидуальной наружной рекламы, предназначенной для фасадов зданий и рекламных щитов, киноплакат печатается в типографиях и является тиражным изданием изобразительного искусства, которое можно хранить в фондах библиотек.
Киноплакаты выпускаются в преддверии выхода кинофильмов в прокат, а также к их повторному выпуску на экраны и расклеиваются на афишных столбах, тумбах, стендах, досках. К киноплакатам относятся плакаты не только к конкретным фильмам, но и к сборникам фильмов, кинофестивалям и кинонеделям, ретроспективам, юбилейным событиям истории кино, юбилеям фильмов и кинодеятелей, праздникам кино, рекламные плакаты киностудий и кинотеатров, плакаты, пропагандирующие киноискусство.

## История
Киноплакат появился вместе с кинематографом. Первоначально киноплакаты создавались на основе примитивного отображения отдельных кадров фильма с помощью перерисовки. С развитием кино как искусства в плакат добавилась образность, стремление показать психологию взаимоотношений главных героев, передать жанр, тематику, атмосферу, общий конфликт фильма.
Помимо официального киноплаката выпускаются также «альтернативные», представляющие собой художественную интерпретацию образов киноленты.

### Россия и СССР
Первым русским киноплакатом считается лист к фильму «Стенька Разин», созданный художником П. Ассатуровым в 1908 году. Уже в начале 1910-х годов в Российской империи начался массовый выпуск кинофильмов отечественного производства, следовательно получил развитие рекламный плакат к фильмам. В 1910-х годах наиболее плодовитыми художниками русского киноплаката являлись П. Житков, М. Кальмансон. Известны несколько киноплакатов 1910-х годов, выполненные А. Апситом, Д. Моором — художниками, позже ставшими основоположниками советского политического плаката. Также известны два плаката к фильмам «Закованная фильмой» и «Не для денег родившийся», приписываемые В. Маяковскому.
В первые годы советской власти выпуск киноплакатов в РСФСР имел неорганизованный и бессистемный характер. Раннесоветские плакаты конца 1910-х — начала 1920-х годов были маловыразительными, во многом следовали устаревшим художественным традициям дореволюционных киноафиш. В тот период киноплакаты выпускались в основном различными кинотеатрами небольшими тиражами; множество киноплакатов периода Гражданской войны как фильмов, которые они рекламировали не сохранились.
Бурное развитие советского киноплаката и организованный выпуск кинорекламы начались в 1923—1924 годах, когда страна начала оправиляться от разрухи, голода и других последствий Гражданской войны, а с новой экономической политикой начал развиваться кинопрокат. Произошёл расцвет советского жанрового художественного игрового кино, а также с целью извлечения прибыли было закуплено большое количество картин иностранного (прежде всего американского, германского и французского) производства. Стараниями художника Якова Руклевского при Госкино (позже преобразованном в Совкино) в 1924 году была организована литографская мастерская по выпуску киноплакатов, в которой начали работать штатные художники: М. Длугач, И. Герасимович, Л. Воронов, М. Евстафьев, братья Стенберги, Г. Рычков, Г. Борисов, А. Наумов, Н. Прусаков и другие. Помимо заказов для Госкино / Совкино эти художники создавали плакаты и для других киноорганизаций СССР, таких как Межрабпом-Русь (позже преобразованной в Межрабпом-фильм), Госкинпром Грузии, ВУФКУ, Арменкино, Белгоскино, Востоккино, Госвоенкино и других. Кинокомпания «Межрабпом-Русь» («Межрабпомфильм») имела также и своих штатных киноплакатистов, наиболее плодовитые из которых — И. Боград (в 1930-х перешедший на торгово-промышленную рекламу), С. Семёнов-Менес. В Ленинграде для местных киноорганизаций «Киносевер», «Ленинградкино», ленинградской фабрики «Совкино» работали свои штатные киноплакатисты — М. Векслер, Н. Седов. Также в середине 1920-х несколько плакатов к фильмам производства ленинградских киностудий создал А. Зеленский — один из основоположников советского торгово-рекламного плаката и один из ведущих представителей ленинградской плакатной школы.
В середине 1920-х годов в киноплакате недолгое время работали такие художники как А. Лавинский и А. Родченко, которые впервые в истории применили в плакатной графике, в том числе киноплакате фотоколлаж и фотомонтаж увеличенных фотографий техникой автотипии (листы Лавинского к фильмам «Стачка», «Долина слёз», «Луч смерти»; листы Родченко к фильмам «Броненосец „Потёмкин“», «Шестая часть мира», киножурналу «Киноглаз»). В 1924 году фотомонтажные киноплакаты Лавинского экспонировались на Междугнародной художественной выставке в Париже и произвели фурор.
Широкое развитие во второй половине 1920-х получил и украинский киноплакат. Если в киноорганизациях других союзных республик за пределами РСФСР практически не было своих штатных художников, а плакаты для них рисовали по заказам московские штатные киноплакатисты Совкино, то у ВУФКУ в Харькове, Одессе и Киеве было множество своих штатных художников рекламного плаката. Крупнейшие представители украинского киноплаката 1920-х — К. Болотов, А. Бондарович, А. Финогенов, И. Кузьковский, И. Литинский, Е. Кордыш, М. Чеповский и другие. Ряд киноплакатов в 1920-х годах создал кинорежиссёр и сценарист А. Довженко.
Многими мировыми специалистами вторая половина 1920-х годов считается наиболее ярким периодом русского и советского киноплаката. В критических работах 1950—1960-х годов советские искусствоведы помимо новаторства, художественной выразительности и изобретательности художников в киноплакатах конца 1920-х годов отмечают в них также и частый штамп, чрезмерное трюкачество и формализм.
1930-е годы в истории советского киноплаката стали переходным периодом от конструктивизма и других авангардно-формалистских течений 1920-х к социалистическому реализму.
В 1930 году при Совкино состоялось совещание, на котором киноплакатисты подверглись критике за формализм и подражание буржуазной рекламе. В 1931 году появилось постановление ЦК ВКП (б) о картинно-плакатной продукции; была налажена организационная работа художников-плакатистов, появился художественный совет. В начале 1930-х годов начался выпуск первых звуковых кинофильмов, а к середине 1930-х завершён выпуск немых картин. Тогда же был практически прекращён выпуск иностранных кинокартин. Все эти меры требовали нового подхода к киноплакату, способствовали коренному изменению киноплакатного дела в СССР и дали толчок дальнейшему развитию этого вида рекламы. В 1932 году выпуск киноплакатов был выведен из ведения киностудий, теперь их стало централизовано выпускать Государственное издательство лёгкой промышленности (1932—1934), затем издательства «Кинофотоиздат» (1934—1936), «Искусство» (1936—1938), «Госкиноиздат» (1938—1945); в УССР вследствие сворачивания политики украинизации был прекращён выпуск украиноязычных киноплакатов.
В начале 1930-х в киноплакате как штатные художники перестали работать многие ведущие киноплакатисты 1920-х, такие как Н. П. Прусаков, Г. И. Борисов, братья Стенберги, И. Д. Боград, С. А. Семёнов-Менес. В это десятилетие они создали лишь несколько киноплакатов. Некоторые из них перешли в другие жанры плаката, некоторые стали работать в других художественных амплуа. В 1933 году погиб в автокатастрофе Георгий Стенберг; его брат и соавтор Владимир Стенберг стал работать в киноплакате изредка. Ведущие киноплакатисты 1930-х: Н. М. Хомов, А. П. Бельский, Г. Рычков, Л. А. Воронов, М. И. Евстафьев, начинавшие свою работу в кинорекламе ещё в середине 1920-х годов. Художники, пришедшие в этот киноплакат в 1930-х: Л. А. Стенберг (младшая сестра братьев Стенбергов, жена Г. Рычкова), Н. П. Смоляк, В. С. Климашин, А. М. Зеленский, Е. Яковлев. Также несколько известных киноплакатов в то время создал живописец Ю. И. Пименов («Пышка», «Новый Гулливер», «Женитьба»). В конце 1930-х в киноплакат пришли Б. А. Зеленский (сын А. Н. Зеленского, работавшего в киноплакате в середине 1920-х), Л. М. Фрайман, А. И. Шамаш, ставшие впоследствии одними из самых плодовитых киноплакатистов 1940—1970-х годов. В 1938—1939 годах были репрессированы И. Д. Боград, Л. А. Воронов, М. И. Евстафьев — одни из главных киноплакатистов 1920—1930-х годов.
- Владимир Каабак, 1926
- Александр Зеленский, 1926
- Александр Наумов, 1927
- Константин Болотов, 1927
- Максим Литвак, 1927
- Неизвестный художник, 1928
- Неизвестный художник, 1928
- Неизвестный художник, 1928
- Неизвестный художник, 1929
- Михаил Евстафьев, 1929
- Неизвестный художник, 1929
- Неизвестный художник, 1931
- Неизвестный художник, 1931
- Леонид Воронов, 1932
- Леонид Воронов, 1933
- Неизвестный художник, 1933
- Неизвестный художник, 1934
- Леонид Воронов, 1934
- Неизвестный художник, 1934
- Неизвестный художник, 1936
- Неизвестный художник, 1936
- Михаил Гольдштейн, 1938
- Неизвестный художник, 1939
- Неизвестный художник, 1943

## Выставки
Первая известная выставка киноплакатов в России была организована кинокомитетом Народного комиссариата просвещения РСФСР и состоялась в московском кинотеатре «Арс» 20—27 января 1919 года. Вторая выставка советскогокиноплаката проводилась в феврале 1926 года, на которой экспонировались работы 27 художников.

## Коллекционирование
Киноплакаты являются предметом коллекционирования.
Самым дорогим в истории является плакат к немому художественному фильму режиссёра Фрица Ланга «Метрополис», проданный на аукционе в Лос-Анджелесе за $1,2 млн. Плакат создан в 1927 году художником Борисом Билински (1900—1948).
Из российских и советских киноплакатов наиболее всего ценятся конструктивистские плакаты 1920-х годов, в частности, плакаты братьев Стенбергов.

### Альбомы репродукций
- Снопков А. Е., Снопков П. А., Шклярук А. Ф. Русский киноплакат / Российская государственная библиотека. — М. : Контакт-Культура, 2002. — 335 с.
- Polski plakat filmowy :  [польск.] / Wybrał i opracował Tadeusz Kowalski. — Warszawa : Filmowa agencja wydawnicza, 1957. — 142 с.

### Исследования
- Бабурина Н. И. Плакат немого кино : Россия. 1900—1930. — М. : Арт-Родник, 2001. — 191 с. — ISBN 5-88896-0470-0.
- Онопко Н. И. Советский киноплакат двадцатых годов : (Обзор киноплакатов к художественным фильмам, хранящихся в Государственной библиотеке СССР имени В. И. Ленина) // Труды / Государственная библиотека СССР им. В. И. Ленина. — М. : Книга, 1958. — Т. II. — С. 252—280. — 281 с.
- Советский киноплакат : сборник статей. — М. : Советский художник, 1961. — 89 с.